# 庄司廉
庄司 廉（しょうじ れん、1887年（明治27年）4月17日 - 1960年（昭和35年）8月10日）は、日本の豪農、実業家、政治家。世人をして“庄司の殿様”といわしめた。女優の司葉子は姪にあたる。

## 経歴
鳥取県西伯郡渡村（現在の境港市渡町）に生まれる。父・昇造の死により8歳で豪農｢本庄司家｣を継ぎ、杉山永真（のちの郡会議長）を養育係として成長した。
山陰日日新聞社、米子銀行、米子博愛病院等の取締役、渡村村長（第5代）、同村会議員・学務委員。鳥取県多額納税者。大地主にも名を連ね、奥出雲の山林大地主・23代田部長右衛門（元島根県知事）はいとこにあたる。
木下二介や門脇春翠に絵の修行をさせたり、私財を投じて山陰地方初の繭市場を開設する等、非凡にして識見高く、先見の明があって、事に臨んでは果断と実行の人だった。

## 人物像

### 人柄
- 1986年（昭和61年）刊行の「境港市史」には廉の人柄についてこう記されている[4]。在郷軍人会長として明治天皇の御大葬に参列した際、華族席へ案内されたという一幕は、廉に一番ふさわしい逸話である。端正な顔立と堂々たる態度に加え、散歩をするにも羽織を着用し、ステッキを片手に悠々と歩く様は、殿様といわれるにふさわしい風格を備えていた。役場吏員も庄司邸に行くことを、“御登城（ごとじょう）”と称し、威儀を正して伺候した。

- 安田光昭（元米子市教育長）は自著に｢（司）葉子ちゃんの生家は渡村の大庄屋[5]、庄司家の分家さんであるが、本家の大殿様はまこと古武士の風格を持った方で、池部良氏のスカウトにこたえ、芸能界入りを決意しようとした葉子ちゃんと分家ご一統に対し“庄司の一門から河原乞食を出したとあってはご先祖様に顔向けがならん。あえてこれを行おうというのなら、未来永劫縁を断つ”天上からの声が下った。池部良氏はこの声を、何とかしてくれというのである。本家庄司の大旦那さんは、庄司廉さんとおっしゃって、県の教育委員も何期かやられ、現在米子博愛病院の理事長である庄司保親さんのご尊父である。まことに格式高い、東郷元帥そっくりの風貌を備えた方だった。野坂市長とは互いに相許し合ったおつき合いされ、縁につながって私もまた、大変ご信頼とご愛顧をいただいたものである。｣と記した[6]。

## 家族・親族

### 庄司家
（鳥取県境港市渡町・【市】１．庄司家母屋・茶座敷及び庭園）
庄司姓については、渡村集落の中心部に「庄司名」の地字も残り、中世荘園との関連が推定されるが、現段階ではその起源を立証するものは見当たらない。もとは出雲の安来出身とする説もある。
庄司家は江戸後期の豪農の代表的な屋敷構えを残しており、地方の建築史上貴重な建物である。母屋は1832年（天保3年）に村の大火で類焼したが、翌年に再建され母屋と茶座敷が市の文化財に指定されている。又、庭園は県指定の名勝となった。
- 父・昇造[2][9]
- 母・よし（島根県、宇山清左衛門の長女[2]、23代田部長右衛門（元島根県知事）のおば）

1867年（慶応3年）12月生～没
- 弟・繁二郎[2]

1890年（明治23年）10月生～没
- 同妻・いちの（鳥取、山本亮姉）

1891年（明治24年）1月生～没
- 妻・清[2]（島根県、実業家・政治家木村小左衛門（元農林大臣、内務大臣、国務大臣建設院総裁、地方自治庁長官）の妹）

1891年（明治24年）7月生～没
- 長男・保親[2]（実業家）

1912年（明治45年）3月生～没
- 同妻・昌子（島根県、実業家・政治家木佐徳之助（元平田市長）の長女）

- 長女・禮子[2]（官僚若槻克彦の妻）

1915年（大正4年）11月生～
- 同息子・治彦

- 二女・和子[2]

1919年（大正8年）3月生～
- 三男・健[2]

1921年（大正10年）1月生～
- 四男・國典[2]
- 叔父久次郎は其子を伴い分家[2]

## 資料

### 西伯郡の大地主
1902年（明治35年）2月の『鳥取県伯耆国一円地価所得税詳覧』によって、米子町を含む西伯郡の地価一万円以上の大地主をみると以下のとおりである。彼等は当時の経済的実力者で、その多くは、質屋を営み、銀行に投資し、商業に従事し、あるいは各種会社の役員を兼ねるなど多面的な経済活動をしていた。
米子・坂口平兵衛（七万二千八百一円）
三好栄太郎（五万六千二百六円）
名島嘉吉郎（四万七千六百七十七円）
益尾吉太郎（四万七千七百五十四円）
所子・門脇篤慶（三万六千八百十八円）
米子・松村吉太郎（三万六千百四十六円）
所子・門脇元右ェ門（三万三千七百一円）
日吉津・石原以波保（二万八千六百八十八円）
大幡・仲田兵一郎（二万七千六百七十八円）
米子・木村吉兵衛（二万四千五百九十六円）
大高・船越弥一郎（二万千三百三円）
渡・庄司廉（一万九千九百四十六円）
福米・本生芳三郎（一万八千二百二十一円）
逢坂・橋井富三郎（一万五千七百八十六円）
天津・植田豊三郎（一万五千七百八十六円）
米子・野坂茂三郎（一万五千七十八円）
御来屋・中川藤吉（一万四千百四十三円）
淀江・吹野三右ェ門（一万二千九百二十円）
米子・益尾徳次郎（一万二千二百三十九円）
富益・永見億次郎（一万千八百二十円）
米子・大谷房太郎（一万千六百二十六円）
境・荒木徳三郎（一万千二百七十八円）
庄内・国谷享（一万千九百円）
米子・杵村善市（一万千四十一円）
近藤ナオ（一万九百九十円）
法勝寺・千代清蔵（一万八百八円）
淀江・泉頭宇三郎（一万七百五十二円）
大幡・矢田貝平重（一万六百十五円）
大山・椎木多四郎（一万九十八円）
賀野・岡田平次郎（一万二千九百二十円）